# یواس‌اس پرایم (ای‌ام-۴۶۶)
یواس‌اس پرایم (ای‌ام-۴۶۶) (به انگلیسی: USS Prime (AM-466)) یک کشتی بود که طول آن ۱۷۲ فوت (۵۲ متر) بود. این کشتی در سال ۱۹۵۴ ساخته شد.